# Степанова Ганна Феодосіївна
Ганна Феодосіївна (Тодосівна) Степанова (1914, село Ружичанка, тепер Розсошанської сільської територіальної громади Хмельницького району Хмельницької області — ?) — українська радянська діячка, бригадир колгоспу імені Сталіна села Ружичанка Проскурівського (Хмельницького) району Кам'янець-Подільської (Хмельницької) області. Депутат Верховної Ради СРСР 2-го скликання.

## Життєпис
Народилася в селянській родині. У 1929 році разом із родиною вступила до колгоспу. У 1932—1933 роках працювала в комсомольсько-молодіжній бригаді, потім очолювала городню бригаду колгоспу села Ружичанка Проскурівського району.
Влітку 1941 року, на початку німецько-радянської війни, була евакуйована у Лосівський район Воронезької області РРФСР, де працювала у колгоспі «Красная нива». Потім евакуювалася до Красовського району Саратовської області РРФСР, де працювала в колгоспі «Більшовик». У 1944 році повернулася до Проскурівського району.
З 1944 року — бригадир рільничої бригади колгоспу імені Сталіна (потім «Комунар») села Ружичанка Проскурівського (Хмельницького) району Кам'янець-Подільської (Хмельницької) області. Бригада Степанової у 1945 році одержала в середньому по 23 центнера зернових з гектара. Пшениці зібрала 26 центнерів з гектара, ячменю — по 25 центнерів. Також колгоспна бригада зібрала по 170 центнерів цукрового буряка з гектара і вивезла на цукровий завод.
Подальша доля невідома.